# Veikko Väänänen
 (juillet 2025).
Si vous disposez d'ouvrages ou d'articles de référence ou si vous connaissez des sites web de qualité traitant du thème abordé ici, merci de compléter l'article en donnant les références utiles à sa vérifiabilité et en les liant à la section « Notes et références ».
Veikko Ilmari Väänänen, né à Mikkeli le 28 novembre 1905 et mort à Helsinki le 1er juin 1997), est un latiniste et romaniste finlandais.

## Biographie
Veikko Väänänen a fait ses études à l'université d'Helsinki, où en 1937 il a soutenu  sa thèse de doctorat, Le latin vulgaire des inscriptions pompéiennes, travail qui est très vite devenu un ouvrage de référence dans les études sur le latin vulgaire. Son Introduction au latin vulgaire, publiée pour la première fois en 1963 et traduite en plusieurs langues, a été pendant des décennies le manuel classique des études sur le latin tardif.
Nommé assistant en philologie classique à l'université d'Helsinki en 1938, il obtient en 1951 la chaire de philologie romane, qu'il détiendra jusqu'à sa retraite en 1971. Il n'abandonna pas pourtant la recherche et participa de façon très active aux congrès de langues et littératures latine et romanes.
Son séjour à Rome comme directeur de l'Institut finlandais de Rome (Institutum Romanum Finlandiae), sur le Janicule, entre 1959-1962 et 1968-1969, lui permit de reprendre in situ ses recherches sur les inscriptions latines, qui aboutirent à la publication de nouveaux travaux scientifiques, notamment sur les tablettes Albertini et les graffiti du mont Palatin.
En plus de ses recherches sur le latin vulgaire, le protoroman et différents sujets sur la syntaxe et la protohistoire des langues romanes, il a publié des études sur le trouvère Gautier de Coinci.
Il a été professeur invité des universités de la Louisiane et de Strasbourg et a reçu le titre de docteur honoris causa des universités de Toulouse et de Bucarest. Depuis 1974, il a été membre correspondant de la Section philologique de l'Institut d'études catalanes, et associé de la Classe des lettres et des sciences morales et politiques de l'Académie royale des sciences, des lettres et des beaux-arts de Belgique depuis 1984.

## Œuvre

### Latin vulgaire, latin tardif
- Le latin vulgaire des inscriptions pompéiennes, thèse de doctorat, 1937 (3e édition : Berlin, Akademie, 1966).
- Il est venu comme ambassadeur, il agit en soldat et locutions analogues en latin, français, italien et espagnol. Essai de syntaxe historique et comparée, Helsinki : Suomalaisen Tiedeakatemian Toimituksia, 1951.
- Introduction au latin vulgaire, Paris, Klincksieck, 1963, 3e éd., 1981.
- Étude sur le texte et la langue des tablettes Albertini, 1965.
- Graffiti del Palatino, raccolti ed editi sotto la direzione di Veikko Väänänen, 1966.
- Le iscrizioni della necropoli dell'Autoparco vaticano, edite sotto la direzione di Veikko Väänänen, edizione e commenti a cura di Paavo Castrén, Anne Helttula, Ritva Pahtakari, Reijo Pitkäranta, Margareta Steinby, Veikko Väänänen e Vesa Väätäjä. Roma, Instituto Romano Finlandiae, 1973.
- Recherches et récréations latino-romanes, Naples, Bibliopolis, 1981 (recueil d'articles, avec une bibliographie de l’auteur).
- Le Journal-épître d'Égérie (Itinerarium Egeriae), étude linguistique, Helsinki: Suomalainen Tiedeakatemia, 1987.

### Littérature française médiévale
- Glosses marginales des Miracles de Gautier de Coinci, Helsinki: Annales Academiae Scientiarum Finnicae, 1945
- Du segretain moine. Fabliau anonyme du XIIIe siècle. Edition critique d'après tous les manuscrits connus, Hèlsinki: Annales Academiae Scientiarum Finnicae, 1949.
- “D'une fame de Laon qui estoit jugié a ardoir que Nostre Dame delivra”: Miracle versifie par Gautier de Coinci, Hèlsinki: Société de Littérature Finnoise, 1951